# Taschorema rugulum
Taschorema rugulum là một loài Trichoptera trong họ Hydrobiosidae. Chúng phân bố ở miền Australasia.